# Lepidocyrtus mele
Lepidocyrtus mele är en urinsektsart som beskrevs av Christiansen och Bellinger 1992. Lepidocyrtus mele ingår i släktet Lepidocyrtus och familjen brokhoppstjärtar. Inga underarter finns listade i Catalogue of Life.